# 弗里曼斯珀 (伊利諾伊州)
弗里曼斯珀（英語：Freeman Spur）是位於美國伊利諾伊州富蘭克林縣和威廉森縣的一個村落。

## 地理
弗里曼斯珀的座標為37°51′36″N 89°00′00″W / 37.86000°N 89.00000°W，而該地最高點為海拔高度144米（即471英尺）。

## 人口
根據2010年美國人口普查的數據，弗里曼斯珀的面積為1.04平方千米，當中陸地面積為1.03平方千米，而水域面積為0.01平方千米。當地共有人口287人，而人口密度為每平方千米275人。